# Montana stricta
Montana stricta är en insektsart som först beskrevs av Philipp Christoph Zeller 1849.  Montana stricta ingår i släktet Montana och familjen vårtbitare. Inga underarter finns listade i Catalogue of Life.